# آتشکده الزین
آتشکده الزین (الیز) مربوط به دوره ساسانیان است و در شهرستان طارم، بخش چورزق، روستای الزین واقع شده و این اثر در تاریخ ۱ مهر ۱۳۵۳ با شمارهٔ ثبت ۹۸۵ به‌عنوان یکی از آثار ملی ایران به ثبت رسیده‌است.